# Erik Hansen (seglare)
Erik Hansen, född den 4 juni 1945 i Köpenhamn, är en dansk seglare.
Han tog OS-guld i soling i samband med de olympiska seglingstävlingarna 1980 i Moskva.